# 쿤달리니

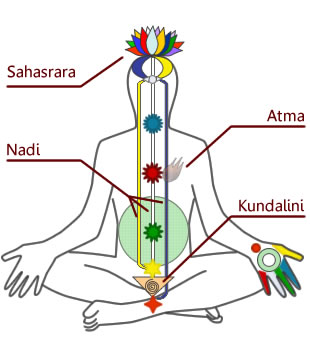
쿤달리니, 차크라, 나디.

쿤달리니(산스크리트어: कुण्डलिनी)는 힌두교에서 척추의 기저부, 물라다라에 위치한 것으로 믿어지는 신성한 여성적 에너지(또는 샤크티)의 한 형태이다. 그것은 시바파 탄트라에서 중요한 개념인데, 여기서 그것은 신성한 여성적 또는 여신의 형식 없는 측면과 관련된 힘이라고 믿어진다. 탄트리즘 수행을 통해 배양되고 깨어날 때, 신체의 이 에너지는 영적인 해방으로 이어진다고 믿어진다. 쿤달리니는 샤크티파의 최고 존재인 파르바티 또는 아디 파라샤크티, 그리고 여신 바이라비와 쿠브지카와 관련이 있다. 이 용어는 그것과 관련된 수행과 함께 9세기에 하타 요가에 채택되었다. 그때부터 쿤달리니는 현대의 영성과 뉴에이지 사상뿐만 아니라 다른 형태의 힌두교에도 채택되었다.
쿤달리니를 깨우는 것은 다양한 방법에 의해 일어난다고 알려져 있다. 요가의 많은 체계들은 명상, 프라나야마 호흡, 아사나와 만트라의 낭송을 통해 쿤달리니를 깨우는 것에 초점을 맞추고 있다. 쿤달리니 요가는 힌두교의 샤크티파와 탄트라 학파의 영향을 받았다. 쿤달리니 요가는 만트라, 탄트라, 얀트라, 아사나 또는 명상의 규칙적인 수행을 통해 쿤달리니 에너지를 깨우는 것에 초점을 맞춘 것에서 유래되었다. 쿤달리니가 자발적으로 깨어날 때 또는 지도를 받지 않을 때 쿤달리니 증후군으로 이어질 수 있다.

## 시바파
쿤달리니는 시바파에서 중심 개념으로 등장했으며, 특히 카울라와 같은 샤크티파에서 중요시 했다. 이러한 탄트라 전통에서, 쿤달리니는 "구체화된 의식의 타고난 지성"이다. 이 용어에 대한 최초의 언급은 Tantrasadbhāva-tantra(8세기)에 있지만, 그보다 앞선 다른 탄트라에서는 중앙 통로에서 샤크티를 시각화하고 프라나 또는 생명력(후기 작품에서 종종 쿤달리니와 연관됨)이 위쪽으로 움직이는 것을 언급한다. 데이비드 고든 화이트에 따르면, 이 여성적 영적 힘은 bhogavati라고도 불리며, 이는 "즐거움"과 "꼬인"이라는 이중적 의미를 가지고 있으며, 평범한 육체적 쾌락과 영적 해방(moksha)의 행복, 즉 시바의 창조적 활동과 여신과의 궁극적 결합을 즐기는 행복과 쾌락에 대한 그녀의 강한 연결을 의미한다.
카울라라고 불리는 영향력 있는 샤크타 전통에서 쿤달리니는 여신 쿠브지카와 관련된 "잠재적인 타고난 영적 힘"으로 여겨진다. (문자 그대로는 "비뚤어진 자"), 최고의 여신(Paradevi)이다. 그녀는 또한 순수한 행복과 힘(Shakti)이며 모든 만트라의 근원이며 중앙 채널을 따라 있는 6개의 차크라에 거주한다. 시바파에서는 프라나야마, 반다, 만트라 낭송 및 탄트라 의식과 같은 다양한 수행이 이 영적 힘을 깨우고 행복과 영적 해방의 상태를 만드는 데 사용되었다.
Kaula와 Trika 계통의 위대한 탄트라 학자이자 스승인 Abhinavagupta에 따르면, 위쪽으로 움직이는 쿤달리니의 두 가지 주요 형태가 있다. (urdhva)는 확장과 관련되고, 아래로 이동하는 Kuṇḍalinī(adha)는 수축과 관련되어 있다. 비교 종교학자 개빈 플러드에 따르면, 아비나바굽타는 쿤달리니를 "신체, 호흡, 쾌락과 고통의 경험을 실현하는 힘", "생식의 근원으로서의 성의 힘", 그리고 다음과 연결한다.
만트라의 음절 하의 힘과 아함의 개념, 모든 것의 근원으로서의 최고의 주관성, 의식의 초기 움직임인 아, 그리고 의식의 최종적인 철수인 m. 따라서 우리는 우주의 중심 개념을 전달하는 정교한 일련의 연관성을 가지고 있으며, 이는 모두 의식, 순수한 주관성의 표현이며, 쿤달리니는 의식과 분리될 수 없는 힘으로 이해되며, 창조에 활력을 불어넣고 신체 속의 특수한 형태로 위쪽으로 환상을 깨는 움직임을 통해 해방을 일으킨다.

## 설명
윌리엄 F. 윌리엄스에 따르면, 쿤달리니는 힌두교 전통에서 종교적 경험의 한 유형으로, 척추의 바닥에 축적되는 일종의 "우주적 에너지"로 여겨진다.
쿤달리니는 깨어났을 때 물라다라 차크라에서 척추 안이나 척추 옆의 중앙 나디(수슘나라고 함)를 거쳐 머리 꼭대기에 도달한다. 다양한 차크라를 통한 쿤달리니의 진행은 다양한 수준의 각성과 신비로운 경험을 달성하는 것으로 믿어지며, 쿤달리니가 마침내 머리 꼭대기인 사하스라라 또는 왕관 차크라에 도달하여 의식의 심오한 변화를 만들어낸다.
Divine Life Society의 스와미 시바난다 사라스와티는 그의 책 쿤달리니 요가에서 "초감각적 비전이 수행자의 정신적 눈 앞에 나타나고, 형언할 수 없는 경이로움과 매력을 지닌 새로운 세계가 요기 앞에 펼쳐지고, 평면마다 수행자에게 존재와 위대함을 드러내고, 요기는 쿤달리니가 차크라를 통과하여 모든 영광 속에서 꽃을 피울 때 점점 더 신성한 지식, 힘, 행복을 얻는다..."라고 말했다.